# Rhizedra centripuncta
Rhizedra centripuncta là một loài bướm đêm trong họ Noctuidae.